# Золотые ворота (Константинополь)

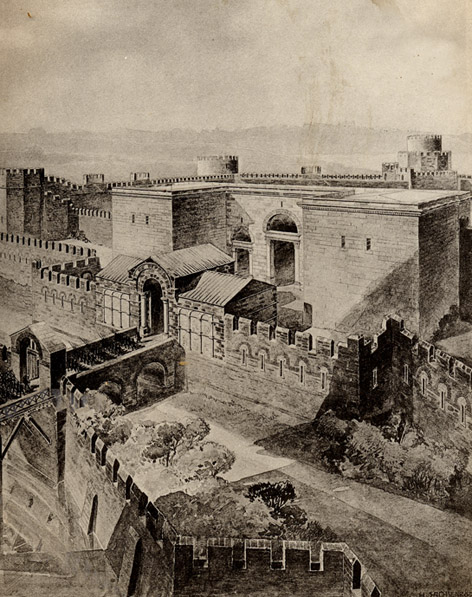
Реконструкция Золотых ворот и фортификационных сооружений начала XX века. Автор не стал изображать статуи или защитные конструкции на вершине ворот, а деревянный мост от пропилей заменил каменным

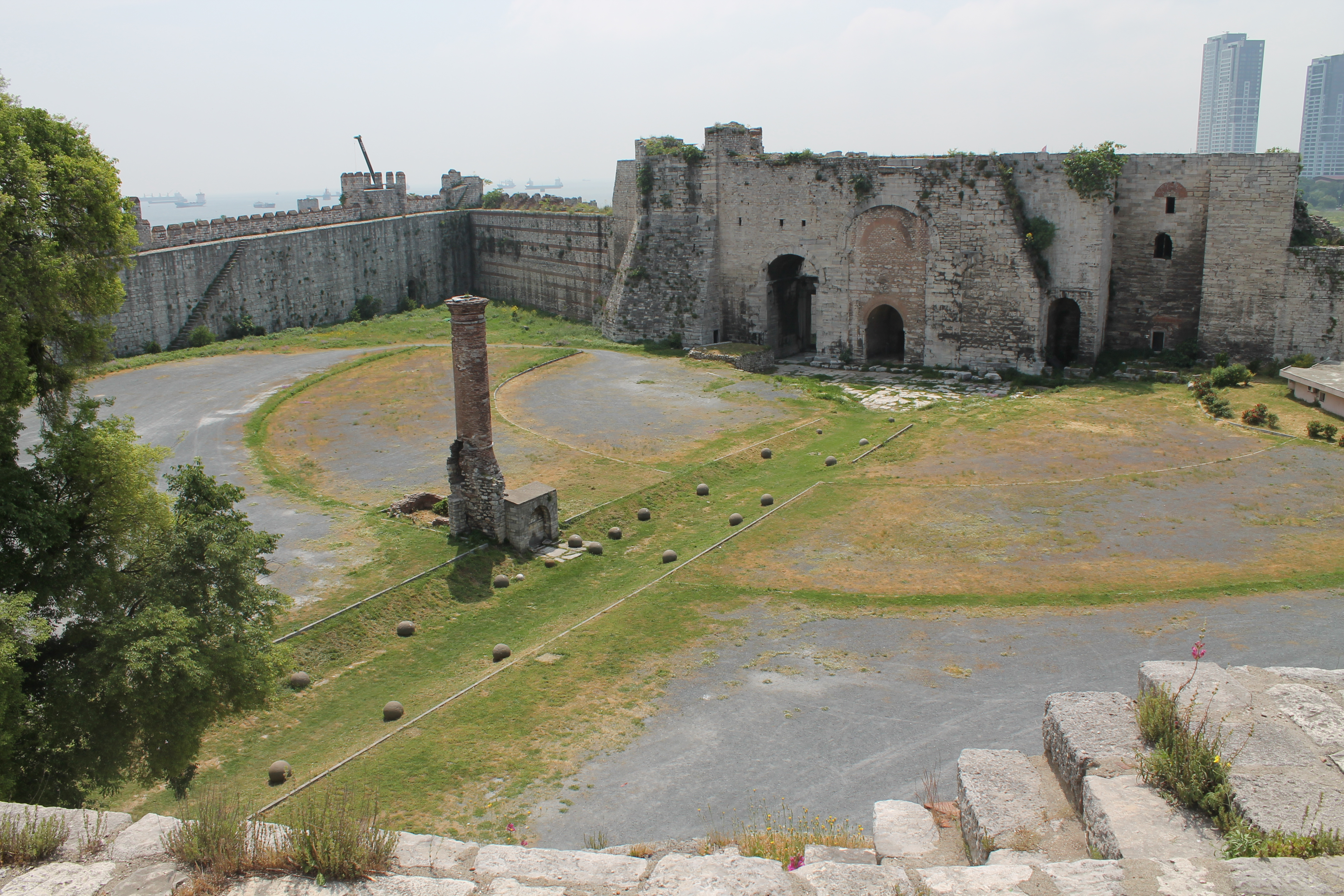
Вид с восточной стены Едикуле на двор и внутренний фасад Золотых ворот

Золотые ворота (греч. Χρυσεία Πύλη; тур. Altın Kapı) — парадные, южные ворота Феодосиевых стен и западные ворота крепости Едикуле. То же название имели несохранившиеся южные ворота стен Константина.

## Ворота стен Константина
Золотые ворота строились из расчёта, что они одновременно будут и триумфальной аркой победы над Лицинием, и воротами новых стен города. Они были построены в 320-х годах при Константине Великом. Две фланкирующие башни подпирали трёхарочные ворота, богато украшенные мрамором, позолотой, барельефами. На вершине находилась 6-метровая статуя Фортуны. Парадная центральная арка использовалась как церемониальное место въезда в город императора, Эгнатиева дорога после неё переходила в Месу. Менее чем через век из-за строительства Феодосиевых стен ворота потеряли своё значение, но поддерживались в хорошем состоянии как памятник. В начале XVI века Золотые ворота были серьёзно повреждены землетрясением, после чего их материал растащен для строительства турецких домов. Местоположение ворот сейчас можно определить лишь приблизительно.

## Ворота Феодосиевых стен
Новые Золотые ворота были возведены как арка для состоявшегося 10 ноября 391 года триумфа Феодосия Великого после победы над Максимом. Триумфальная арка была украшена колоннами разных размеров и опоясывалась фризом на втором ярусе. Лишь через 20 лет ворота стали частью возводимых Феодосиевых стен. Аналогично воротам стены Константина, Золотые ворота стояли на Эгнатиевой дороге и состояли из трёх арок с покрытыми позолоченными бронзовыми листами створками, а к боковым фасадам пристроены фланкирующие башни. Створки были украшены позолоченными барельефами. Сзади ворота были защищены на случай прорыва полукруглым укреплением Castrum Rotundum. Сверху Золотые ворота в разное время были украшены композициями статуй: слоновьей квадригой Феодосия, львиной квадригой Кибелы, венчающей Феодосия лавровым венком Никой.
С внешней стороны Золотых ворот находится одноарочная триумфальная арка, установленная, скорее всего, в честь одной из побед Феодосия. Столетиями позже на основе триумфальной арки построены пропилеи, по обе стороны от которых шёл пояс зубчатых стены. Эти стены, по-видимому, также доходили до фланкирующих башен, в местах соединения с которыми находились калитки. По обе стороны от пропилей с внешней стороны при Никифоре Фоке были установлены 12 барельефов.
Золотые ворота были серьёзно повреждены при разграбивших Константинополь латинянах. Отвоевав город, Михаил VIII Палеолог в последний раз использовал парадную арку по назначению, после чего арки были частично заложены для их укрепления. При османах арки также закладывались, чему способствовали тектоническая активность и предсказание, что отвоюющий город христианский монарх въедет через эти ворота. За Золотыми воротами была построена крепость Едикуле, и они окончательно перестали быть городскими воротами. Украшавшие их ценности, такие как колонны и барельефы, были разграблены или уничтожены. Некоторые их части выставлены в Археологическом музее Стамбула. В настоящее время Золотые ворота выходят на кладбище Едикуле, центральная и северная арки по большей части заложены. Золотые ворота являются частью музея-крепости Едикуле.

## Видеоматериалы
Видеоролик с компьютерной реконструкцией Золотых Ворот.